# Сенхан Торпест
Сенхан Торпест, или Шонахан Торпест (ок. 580—650) — полулегендарный ирландский поэт. Ему приписывается несколько поэм, а также так называемое «Великое Сочинение», которое, возможно, послужило основой ирландской письменной генеалогической традиции.
По предположению Дж. Карни, Сенхан Торпест идентичен с упоминаемым в генеалогиях Сенханом, сыном Уаркриде из рода Арайд, возводившего себя к Фергусу. В саге "Как было найдено «Похищение Быка из Куальнге» Сенхан попросил своих учеников отправиться через страну Лета (Галлию), чтобы найти целиком текст «Похищения». Во время путешествия, когда ученики проходили мимо могилы Фергуса, одного из учеников окутал волшебный туман, в котором ему явился сам Фергус и продиктовал текст Похищения. Высказывалось предположение, что Сенхан мог действительно сыграть некоторую роль в сведении воедино самых разнообразных традиций, касающихся событий и персонажей «Похищения».
Согласно легенде, святой Киаран Клонмакнойсский спас Сенхана Торпеста из лап короля кошек Ирусана, тащившего барда в свою пещеру, чтобы отомстить ему за сатиру на себя.